# Framstegspartiet (Island)
Framstegspartiet (isländska: Framsóknarflokkurinn, fonetiskt: [fra’msɔuknarflɔkyrin]) är ett liberalt politiskt parti på Island. Partiet är med i Liberal International. Partiledare är sedan oktober 2016 Sigurður Ingi Jóhannsson. Vid valet på Island 2007 fick partiet 14,8 procent av rösterna vilket gav 9 mandat i det isländska Alltinget.
Partiet får flest röster från bönder och fiskare och grundades år 1916 efter en sammanslagning av Bændaflokkur (Bondepartiet) och Óháðir bændur (Självständiga bönder).
Under Islands tid som självständigt har partiet nästan alltid varit det näst största partiet i landet. Den 16 januari 2009 beslutade partiet att ändra uppfattning om ett eventuellt isländskt EU-medlemskap. Förutsatt att bland annat medlemsförhandlingarna var öppna och demokratiska, ställde sig partiet bakom en isländsk medlemskapsansökan. Efter att partiet kommit i regeringsställning 2013, med partiledaren Sigmundur Davíð Gunnlaugsson som statsminister, avbröt man dock de av den tidigare socialdemokratiska regeringen inledda medlemskapsförhandlingarna.

## Partiledare
| Namn                         | Ämbetsperiod |
| Ólafur Briem                 | 1916–1920    |
| Sveinn Ólafsson              | 1920–1922    |
| Þorleifur Jónsson            | 1922–1928    |
| Tryggvi Þórhallsson          | 1928–1932    |
| Ásgeir Ásgeirsson            | 1932–1933    |
| Sigurður Kristinsson         | 1933–1934    |
| Jónas Jónsson                | 1934–1944    |
| Hermann Jónasson             | 1944–1962    |
| Eysteinn Jónsson             | 1962–1968    |
| Ólafur Jóhannesson           | 1968–1979    |
| Steingrímur Hermannsson      | 1979–1994    |
| Halldór Ásgrímsson           | 1994–2006    |
| Jón Sigurðsson               | 2006–2007    |
| Guðni Ágústsson              | 2007–2008    |
| Valgerður Sverrisdóttir      | 2008–2009    |
| Sigmundur Davíð Gunnlaugsson | 2009–2016    |
| Sigurður Ingi Jóhannsson     | 2016–        |